# Henrik Widmark (konsthistoriker)
Carl Henrik Gustaf Wilhelm Widmark, född den 11 juni 1965, är en svensk konsthistoriker.
Widmark är filosofie doktor och universitetslektor vid Uppsala universitet.